# オフ・ブロードウェイ
オフ・ブロードウェイ（英: Off-Broadway）は、ニューヨーク市マンハッタンにある比較的小さい劇場で上演されるプロの演劇を指す。ブロードウェイにあっても、劇場が小さければオフ・ブロードウェイと呼ばれる。目安としては100席から500席未満（100 - 299席という説もあり）の劇場を呼ぶ。ブロードウェイよりも小さく、オフ・オフ・ブロードウェイより大きい。
「オフ・ブロードウェイ・プロダクション」は労働組合などと契約している演劇、ミュージカル、レビューのプロダクションを指す。
一般的な「オフ」という意味とは異なり、ブロードウェイ以外を示す言葉ではない(例として日本やイギリスなどで演じられるものはオフ・ブロードウェイとは呼ばない。)。

## 経緯
元々、ニューヨークの演劇産業中心地であるマンハッタンのシアター・ディストリクトにあるブロードウェイの一画で行われる舞台や施設の場所を指していたが、オフ・ブロードウェイ・シアター・アンド・プロデューサーズ連盟により、労働組合などと契約しているニューヨーク市内にあるキャパシティ100席から499席のプロの舞台施設、またはそのような施設に出演するプロダクションと定義された。
以前は施設の大きさに関わらず、タイムズスクエアや42丁目を含む40番通りから54番通り、6番街から8番街の「ブロードウェイ・ボックス」にあるものはオフ・ブロードウェイとみなされなかった。ブロードウェイの組合の最低賃金と比べてオフ・ブロードウェイの俳優労働組合の最低賃金の方が低く、オフ・ブロードウェイとした方が経済的負担面で有利なため定義が変わった。ブロードウェイ・ボックスのオフ・ブロードウェイ・シアターにはローラ・ペルス・シアター、スナプル・シアター・センターなどがある。
劇場史家のケン・ブルームおよびフランク・ヴラスニックによると、1950年代から創造力あるアーティストたちによる「ブロードウェイの商業化への対抗」および「新世代の発表の場」としてオフ・ブロードウェイが始まった。「この恵まれた土地で、経済面や批評家の酷評などのプレッシャーから逃れ、何百人もの未来のブロードウェイの人材に機会を与える。オフ・ブロードウェイ・ミュージカル初の名作は、1954年、ベルトルト・ブレヒトとクルト・ヴァイルの『三文オペラ』再演であった。
ブロードウェイではミュージカルが多いのに対して、オフ・ブロードウェイではストレートプレイ、パフォーマンス、1人芝居、ダンス、ミュージカルなど様々なジャンルの作品が上演されている。オフ・ブロードウェイ・ミュージカルの多くはブロードウェイに進出し、ヒット作となるものも多い。ミュージカルの場合、オフで評判が良ければ、オンに進出することも多い。そのため、オフ・ブロードウェイからオンに進出したミュージカルは、珍しくない。代表的な例としては、『コーラスライン』、『レント』、『リトル・ショップ・オブ・ホラーズ』、などが挙げられる。
オフ・ブロードウェイでロングラン上演されている他の舞台作品には『STOMP』や『ブルーマン』、『ALTARBOYZ』、『Perfect Crime 』、『Naked Boys Singing 』がある。1960年から2002年、『ファンタスティックス』はオフ・ブロードウェイの劇場史上最長の42年間ロングラン公演され、2006年からオフ・ブロードウェイ再演を開始した。

## ブロードウェイに進出した作品

### ミュージカル
- ヘアー
- Godspell
- コーラスライン
- リトル・ショップ・オブ・ホラーズ
- Sunday in the Park with George
- レント
- グレイ・ガーデンズ
- ユーリンタウン（英語版）
- アベニューQ
- The 25th Annual Putnam County Spelling Bee
- ロック・オブ・エイジズ
- イン・ザ・ハイツ（英語版）
- 春のめざめ
- ネクスト・トゥ・ノーマル
- ヘドウィグ・アンド・アングリーインチ（英語版）
- ファン・ホーム
- ハミルトン

### ストレートプレイ
- ダウト 疑いをめぐる寓話
- I Am My Own Wife
- Bridge & Tunnel
- ノーマル・ハート
- Coastal Disturbances

## 賞
オフ・ブロードウェイで上演された優秀な作品、出演者、製作者に対する賞として、New York Drama Critics' Circle Award、Outer Critics Circle Award、ドラマ・デスク・アワード、オビー賞(1956年から『The Village Voice 』紙による)、Lucille Lortel Award (1985年からオフ・ブロードウェイ・シアター・アンド・プロデューサーズ連盟による)、Drama League Award がある。基本的にオフ・ブロードウェイの作品はトニー賞には含まれないが、この規則ができる前の1956年、オフ・ブロードウェイの『三文オペラ』に出演したロッテ・レーニャがミュージカル助演女優賞を受賞した。

## 関連事項
- ブロードウェイ・シアター
- オフ・オフ・ブロードウェイ（英語版）